# Fortín (kommun)
Fortín är en kommun i Mexiko.   Den ligger i delstaten Veracruz, i den sydöstra delen av landet, 230 km öster om huvudstaden Mexico City. Antalet invånare är 59 761. Arean är 62 kvadratkilometer.
Terrängen i Fortín är kuperad åt nordväst, men åt sydost är den platt.
Följande samhällen finns i Fortín:
- Fortín de las Flores
- Córdoba
- Monte Blanco
- Monte Salas
- Santa Lucía Potrerillo
- Fraccionamiento Villas de la Llave
- Fraccionamiento los Álamos
- Villa Libertad
- Coapichapan
- Santa Martina
- Pueblo de las Flores
- Colonia Vicente Lombardo Toledano
- Palo Alto
- Mata Larga
- San Camilo
- San Paulino
- Residencial la Llave
- Colonia Esperanza